# Antonio Pigino
Antonio Pigino (Torino, 10 aprile 1951) è un allenatore di calcio ed ex calciatore italiano, di ruolo portiere.

## Carriera

Pigino alla Sambenedettese nell'estate del 1977, in Coppa Italia, in anticipo sullo juventino Boninsegna.

Pigino iniziò a prendere confidenza con il pallone all'età di nove anni, giocando nella Trinese. Diciannovenne ebbe il primo impegno di un certo livello, in Serie D, militando nelle file della Pro Molare per poi passare all'Asti MaCoBi, trovando come compagno di squadra Giancarlo Antognoni.
Il Torino lo acquistò nel 1973-1974, inizialmente come terzo portiere dietro il veterano Franco Sattolo, promuovendolo l'anno successivo a prima riserva di Luciano Castellini. Un infortunio al menisco del titolare permise al giovane estremo torinese di debuttare nella massima serie in occasione del derby d'andata contro la Juventus, terminato con il risultato di parità (0-0).
In quella stagione totalizzò 6 presenze destando una buona impressione, ciononostante la società granata scelse di cederlo alla Sambenedettese, preferendo acquistare come vice di Castellini l'esperto Romano Cazzaniga. A San Benedetto del Tronto Pigino rimase fino al 1981-1982, quando venne ceduto alla Cavese.
Chiuse la carriera nella Civitanovese, dopo una stagione nell'Imperia, per intraprendere quella di allenatore. Ha guidato, fra le altre, le squadre "Primavera" di Pro Vercelli e Torino, club questo ultimo di cui è stato anche responsabile dell'area tecnica.